# Kloster Fulda

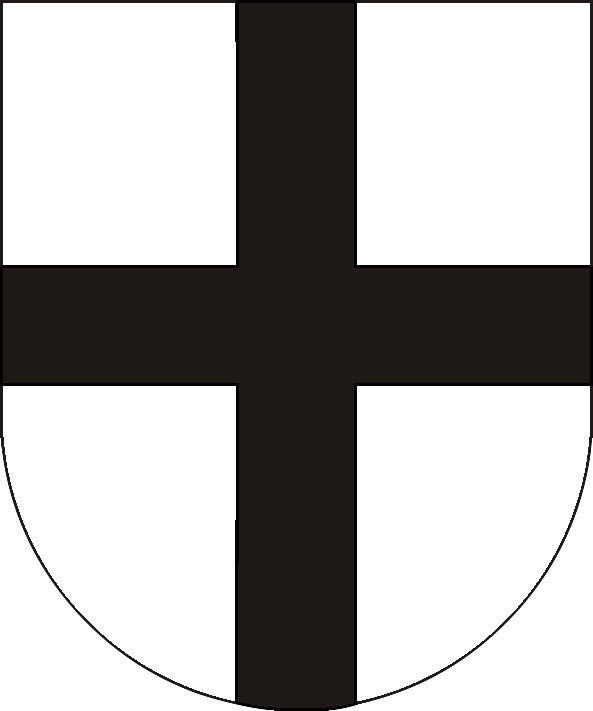
Wappen des Klosters Fulda

Das Kloster Fulda (auch Reichskloster Fulda, Reichsabtei Fulda oder Kloster des Bonifatius; lateinisch Abbatia Fuldensis, „Abtei Fulda“) war ein Kloster der Benediktiner.
Es wurde 744 von Sturmi (latinisiert Sturmius) im Auftrag von Winfried Bonifatius in einer Fuldaaue gegründet und war die Keimzelle der späteren Stadt Fulda. Es wurde dem hochheiligen Erlöser (Salvator) geweiht. Bonifatius ernannte Sturmius zum ersten Abt des Klosters.
Die Abtei war mit ihren Besitzungen im Laufe ihrer Geschichte als Hochstift Fulda auch ein geistliches Fürstentum im Heiligen Römischen Reich; die Fuldaer Äbte trugen ab 1220 den Titel eines Fürstabtes. Die exemte Abtei wurde 1752 durch Papst Benedikt XIV. zum Fürstbistum erhoben, bevor sie 1803 mit dem Reichsdeputationshauptschluss aufgelöst wurde.

## Gründung

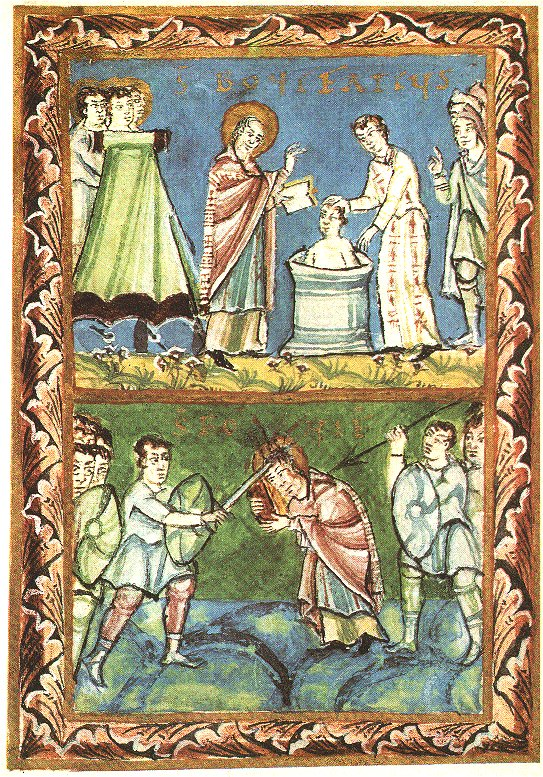
Fuldaer Sakramentar (Bamberg, Staatsbibliothek, Msc. Lit. 1), 11. Jahrhundert, fol. 126v: Darstellung von Szenen aus dem Leben des Bonifatius – Taufe eines Heiden (oben) und Märtyrertod (unten)

Das Kloster geht zurück auf die Gründung durch Bonifatius in einer Fuldaaue im Jahr 744. Bonifatius beauftragte Sturmius im Sommer 742, nach einem Platz für das neue Kloster zu suchen. Sturmius zog von seiner Einsiedelei in Hersfeld die Fulda aufwärts und fand den Platz, der ihm von Bonifatius vorgegeben war. Bonifatius hatte wahrscheinlich von diesem Ort an einer Furt gehört, wo es vermutlich einen verfallenen Herrenhof aus merowingischen Zeiten gab. In der Vita Sturmi des Abts Eigil wird die Gegend Eichloha genannt; gegebenenfalls handelt es sich hier um eine Zentmark oder Hundertschaft in den Altgauen Grabfeldgau oder Buchonia. Im Jahre 743 schenkte der Hausmeier Karlmann Bonifatius einen geschlossenen Grundbesitz von vier Meilen um das Kloster (die Karlmann-Schenkung). Sturmius und seine sieben Begleiter aus Hersfeld begannen mit dem Bau des Klosters am 12. März 744. Ab diesem Zeitpunkt wird der Ort Fulda genannt. Bonifatius machte Sturmius zum ersten Abt des Klosters, dessen Rechtsstatus in der Forschung umstritten ist, und legte die Regel des heiligen Benedikt von Nursia für das monastische Leben fest. In der Einöde sollte ein asketisches, weltabgewandtes Leben verwirklicht werden. Die Strenge ging in manchen Teilbereichen über die Forderungen der Benediktsregel hinaus. Sturmius wurde eigens nach Montecassino gesandt, um dort vermeintlich urbenediktinisches Leben kennenzulernen.
Im Jahr 751 reiste Lullus (Lul) im Auftrag von Bonifatius nach Rom, um bei Papst Zacharias einige Angelegenheiten zu klären. Darunter war auch die Bitte, das Kloster direkt dem Heiligen Stuhl zu unterstellen. Am 4. November 751 verfügte Zacharias daraufhin, dass in dem Kloster kein kirchlicher Amtsträger einschließlich des zuständigen Diözesanbischofs eigenmächtig die Weihe- oder Jurisdiktionsgewalt ausüben oder in die Eigentumsverhältnisse eingreifen durfte. Ob es sich hier bereits um eine Exemtion im späteren Rechtssinne handelte und das Kloster durch dieses sogenannte „Zachariasprivileg“ ab diesem Zeitpunkt vollständig und ausschließlich der Gerichtsbarkeit des Heiligen Stuhls unterstand, ist umstritten. Wahrscheinlich war die Einbindung des Klosters und seiner Besitztümer in die jeweiligen Bistümer weiterhin gegeben, mit der Einschränkung, dass der zuständige Diözesanbischof nicht auf eigene Initiative tätig werden konnte, sondern zuvor der Einladung (invitatio) durch Abt und Konvent bedurfte. Das Zachariasprivileg war aber die Grundlage zur späteren Entwicklung hin zum exemten Status des Fuldaer Hauptklosters und seiner Tochterklöster und schließlich zur Erhebung zum Bistum. Zeitweise strittig und auch in der Forschung seit dem 18. Jahrhundert intensiv diskutiert war in diesem Zusammenhang die Frage der Diözesanzugehörigkeit des im Grenzbereich zwischen Mainz und Würzburg gelegenen Hauptklosters, die sich zuletzt zugunsten von Mainz geklärt zu haben scheint. Seit dem späteren Mittelalter lag es, jedoch als exemte Exklave, im Kleinarchidiakonat Fulda der Diözese Würzburg, das die Pfarreien Fulda, Kämmerzell und Florenberg umfasste.

## Entwicklung als Reichskloster
Nach seiner Ermordung am 5. Juni 754 in Dokkum wurde Bonifatius nach Mainz überführt. Schon zu diesem Zeitpunkt zeichneten sich erste Spannungen zwischen dem Bistum Mainz und dem Kloster Fulda ab. So versuchten die Mainzer Geistlichen, Bonifatius in Mainz beisetzen zu lassen. Um dies zu verhindern, reiste Sturmius mit einigen Mönchen nach Mainz. Er wies auf den Wunsch von Bonifatius hin, seine Grablege in seinem Eigenkloster zu finden. Dem konnte sich selbst das mächtige Bistum nicht verschließen, so dass der Leichnam weiter nach Fulda überführt wurde, wo er vor dem Kreuzaltar der Salvatorbasilika begraben wurde.
Als der Märtyrertod von Bonifatius im Frankenreich bekannt wurde, entwickelte sich das Kloster Fulda schnell zu einem stark frequentierten Wallfahrtsort. Dies machte sich Sturmius zunutze. Er pflegte den Kult um den Märtyrer und sein Grab in Fulda, was dem Kloster bedeutende Landschenkungen einbrachte. Die Bedeutung des neuen Märtyrers für das Kloster wird unter anderem an dem schnellen Wechsel des Klosterpatronates ersichtlich. Wurde das Kloster im Jahre 751 noch als „monasterium sancti Salvatoris“ erwähnt, erscheint schon vor 761 der Name „monasterium sancti Bonifatii“.
Da Bonifatius nach dem Scheitern seines Planes zur Einrichtung einer Metropolitanverfassung den Rang eines Erzbischofs nur persönlich eingenommen hatte, sein Bistum Mainz aber nicht zur Metropole eines Erzbistums erhoben worden war und sein Nachfolger Lul zunächst lediglich zum Bischof von Mainz geweiht worden war – erst 780/2 erfolgte die Erhebung zum Erzbischof eines Mainzer Erzbistums – begann Lul ab 754 seinen Bischofssprengel zu erweitern. Er gliederte die Bistümer Erfurt und Büraburg in sein Bistum ein, scheiterte aber mit dem Versuch, das vom Papst privilegierte Kloster Fulda unter seine Oberhoheit zu bringen. Lul behinderte dabei vor allem das Zachariasprivileg, an dessen Zustandekommen er nur drei Jahre zuvor maßgeblich mitgewirkt hatte. Lul gelang es aber, mit einigen Mönchen des Fuldaer Konventes, Abt Sturmius bei König Pippin in Misskredit zu bringen. Dieser verbannte Sturmius 763 in die Abtei Jumièges, und die päpstliche Exemtion für das Kloster wurde eingezogen. Lul setzte seinen Gefolgsmann Markus als Abt ein. Beide trafen aber auf erheblichen Widerstand im Konvent des Klosters, so dass Lullus schließlich die freie Abtwahl zuließ. Gewählt wurde der Sturmius-Anhänger Prezzold, der das Kloster verwaltete, bis Sturmius 765, von Pippin wieder als Abt anerkannt, nach Fulda zurückkehrte. Das Kloster erhielt das Zachariasprivileg zurück und wurde gleichzeitig unter königlichen Schutz gestellt; somit wurde dem Streit um den unsicheren Rechtsstatus des Klosters ein Ende gemacht, indem es nunmehr den rechtlich eindeutigen Status eines Reichsklosters erhielt. Lul reagierte darauf, indem er nach bonifatianischem Vorbild sein eigenes Kloster, die Abtei Hersfeld, gründete.
Durch den königlichen Schutz war die Reichsabtei Fulda enger an das fränkische Königtum gebunden und erhielt von den Königen viele Zuwendungen. Die wichtigsten Schenkungen waren im Jahr 766 der Königshof Umstadt von Pippin und am 7. Januar 777 die Besitzungen in und um Hammelburg von Karl dem Großen. Dieser verlieh der Abtei 774 auch die kirchliche Immunität.

### Kloster Fulda in den Sachsenkriegen
Dem Sachsenfeldzug Karls des Großen ab dem Jahr 772 folgten heftige Vergeltungen der Sachsen. 773 wurde das Kloster Fritzlar überrannt, und 778 war auch das Kloster Fulda bedroht. Die Mönche flohen mit den sterblichen Überresten von Bonifatius nach Süden. Dennoch begann schon von 775 bis 777 von Fulda aus die Christianisierung sächsischer Gebiete. Der altsächsische Stammesführer Hessi († 804), der sich 775 Karl dem Großen unterworfen hatte, trat später als Mönch in das Kloster ein und schenkte ihm zwei Güter. Unter Führung von Sturmius gingen Prediger und Kleriker in das Gebiet der oberen Weser und der Leine. Schwerpunkte waren hier Hameln und Brunshausen bei Gandersheim, wo die Abtei bis ins 10. Jahrhundert Tochterklöster besaß, die dem heiligen Bonifatius geweiht wurden. Ein weiterer Beleg des Einflusses der Fuldaer Abtei in diesem Gebiet ist im Jahr 803 die Erhebung von Erkanbert, einem Mönch aus Fulda, zum ersten Bischof von Minden. Sturmius war beim Sachsenfeldzug im Jahre 779 auf der Eresburg, wo er schwer erkrankte. Er kehrte nach Fulda zurück. In seiner Abschiedsrede ermahnte er die Mönche ihre Lebensordnung beizubehalten („in proposito vestro perseverate“). Um den 17. Dezember 779 starb Sturmius und wurde im Chor der von ihm erbauten Klosterkirche begraben.

### Wachstum und Anfänge der Krise

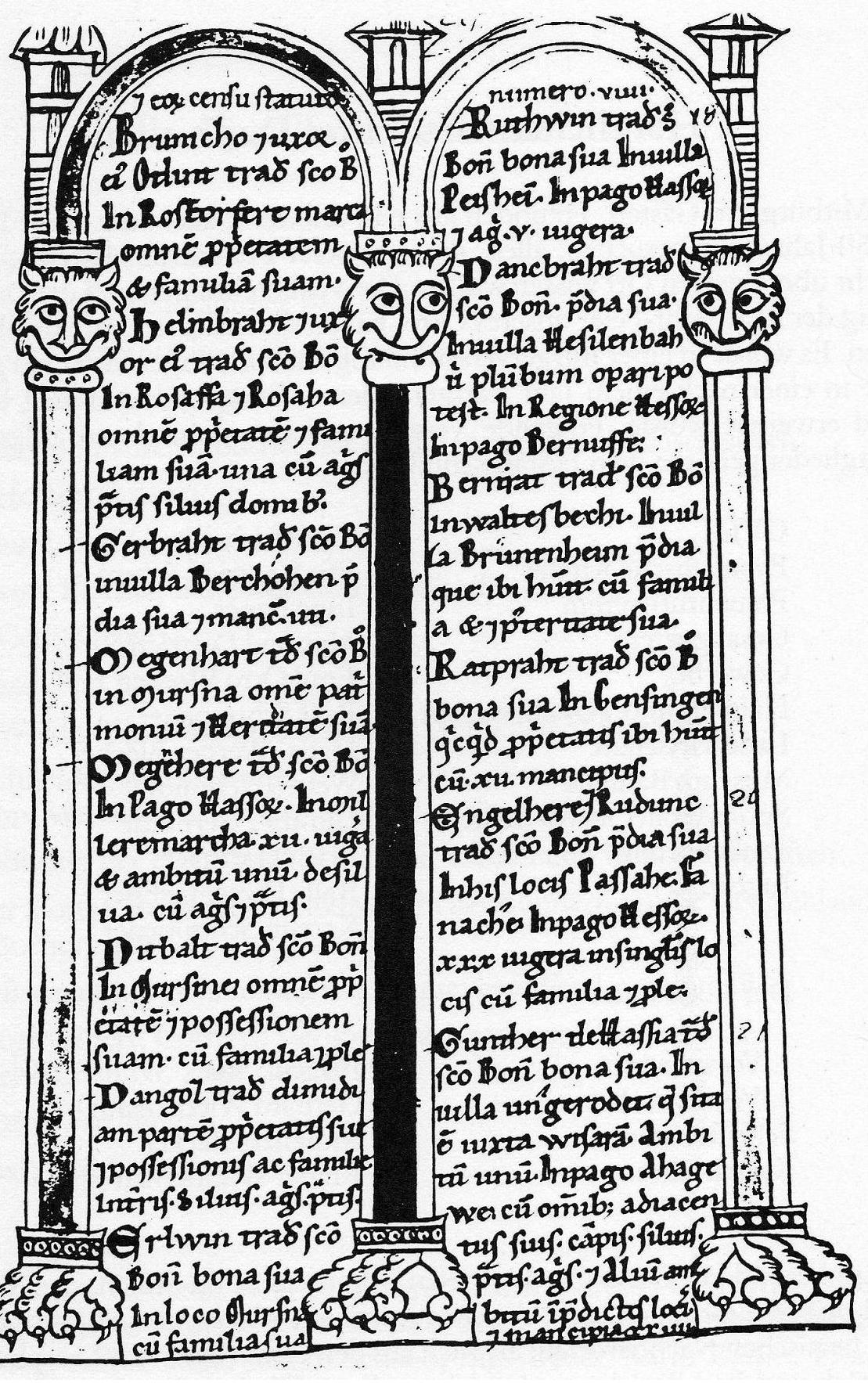
Im Codex Eberhardi (Marburg, Staatsarchiv, Hs. K. 426) von ca. 1160, fol. 146r überlieferte Notizen von Schenkungsurkunden für Fulda aus dem Jahr 802

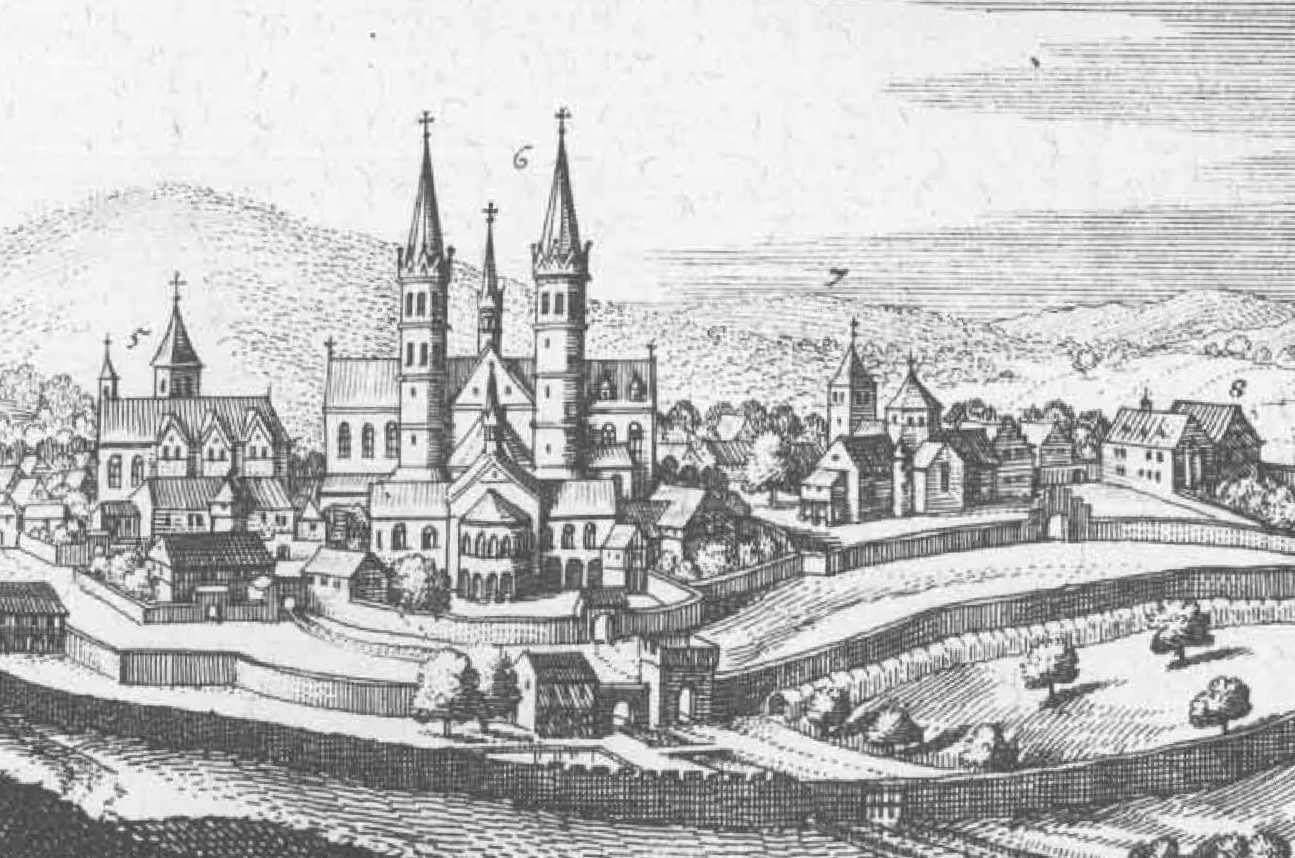
Stich von Matthäus Merian 1655, Blick auf das Kloster. In der Mitte ist die Salvator-Basilika zu sehen

Nachfolger Sturmis war Baugulf, ein Bruder des Mindener Bischofs Erkanbert. Baugulf hatte damit engen Kontakt zum Könighof und zu Karl dem Großen, der im Juli 782 das Hauptkloster besuchte. Er verlangte in seiner „Epistola de litteris colendis“ von den Mönchen, mehr für die Bildung zu tun. Dies setzte die Entwicklung einer weithin bekannten Klosterschule in Gang. Schon 798 entsandte man die begabten Schüler Hrabanus Maurus und Hatto für weitere Studien zu Alkuin nach Tours. Weitere Fuldaer Mönche vervollständigten ihre Bildung unter Baugulfs Nachfolger Ratger (oder Ratgar) an der Hofschule Karls des Großen. Baugulf begann 791 mit Neubauten im Kloster. In dieser Zeit begann man auch mit den Bauarbeiten zur neuen Klosterkirche, der Ratgarbasilika. Die Abtei war rasch durch viele Zuwendungen und Schenkungen gewachsen. Bereits im Jahr 781 wies eine Namensliste der Abtei 364 Mönche auf, die aber zum größeren Teil auf die vielen Kirchen und Gebiete der Abtei verteilt waren. Dieses Wachstum, die reichspolitischen Anforderungen an die Abtei und die gerade erst begonnenen Bauarbeiten im Kloster, führten aber zu Auseinandersetzungen zwischen den Mönchen und dem Abt. Obwohl der Abt einflussreiche Fürsprecher hatte (z. B. Alkuin), konnte Baugulf den Konvent nicht hinter sich vereinigen. Er legte im Juni 802 sein Amt nieder und zog sich nach Wolfsmünster bei Hammelburg zurück, wo er 815 starb.

### Konflikte um den Bau der Ratgarbasilika und das monastische Selbstverständnis
Zwischen 791 und 819 wurde die Ratgarbasilika (benannt nach dem Abt Ratgar) als doppelchörige Anlage mit Westquerhaus nach römischem Vorbild (Romano more) erbaut, zu dieser Zeit einer der größten und innovativsten Kirchenbauten nördlich der Alpen. Unter ihrem Erbauer, Abt Ratgar, gewann Fulda zwar einerseits Anschluss an die karolingische Renaissance, doch führten andererseits die Überanstrengung des Konvents durch das ehrgeizige Bauprogramm sowie der autoritäre Führungsstil Abt Ratgars und dessen Eingriffe in die überlieferte Lebensordnung (consuetudines) des Klosters zu schweren innerklösterlichen Auseinandersetzungen, die in der Flucht eines Teils der Mönche gipfelten und schließlich im zweiten Anlauf mit der Absetzung des Abtes durch Kaiser Ludwig dem Frommen endeten. Die Überforderung des Konvents und ungeklärte Fragen des monastischen Selbstverständnisses, das durch die im Zeitalter der karolingischen Renaissance rasch voranschreitende Entfernung der Reichsabtei von den asketischen Anfängen eines Einsamkeitsklosters erschüttert wurde, hatten zu einer tiefen Krise geführt. Jetzt wurde durch Missi Ludwigs die Klosterreform Benedikts von Aniane in Fulda durchgeführt, bevor die Erlaubnis zur Wahl eines Nachfolgers erteilt wurde. Sie fiel nach langen und erbitterten Konflikten schließlich auf einen der Hauptgegner Ratgars, einen Verwandten des Gründerabtes Sturmi, Eigil (818–822). Ihm gelang es nach der Darstellung seines Biographen Brun Candidus durch ein den Rat der Brüder in allen wichtigen Fragen beherzigendes Regiment die Einheit des zerstrittenen Konvents wiederherzustellen. Außer zwei Krypten in der Salvatorbasilika errichtete er als Friedhofskirche die noch erhaltene Michaelskirche, einen Zentralbau über acht Säulen mit Gewölbe oder Kuppel und Krypta, deren Gewölbe von einer Mittelsäule getragen wird. Noch vor Vollendung des in Angriff genommenen Neubaus der Konventsgebäude, die gegen seinen Wunsch im Westen (beim Bonifatiusgrab) statt im Süden (beim Sturmigrab) errichtet wurden, starb er, nachdem er nach dem Vorbild Benedikts von Nursia selbst sein Grab in der Krypta der Michaelskirche ausgehoben und ein Sündenbekenntnis abgelegt und um Vergebung der Mitbrüder gebeten hatte. Er förderte den Kult Sturmis, regelte dessen Anniversarfeier neu und veranlasste wahrscheinlich Hrabanus Maurus zur Schaffung eines illuminierte Sakramentars, das die gelasianische und die gregorianische Tradition verband und als Vorläufer des berühmten Fuldaer Sakramentars der Niedersächsischen Landes- und Universitätsbibliothek Göttingen (ca. 975) anzusehen ist. Fuldaer Abweichungen von den Prinzipien der anianischen Reform sind auch unter ihm und später noch zu beobachten.

### Neuzeit

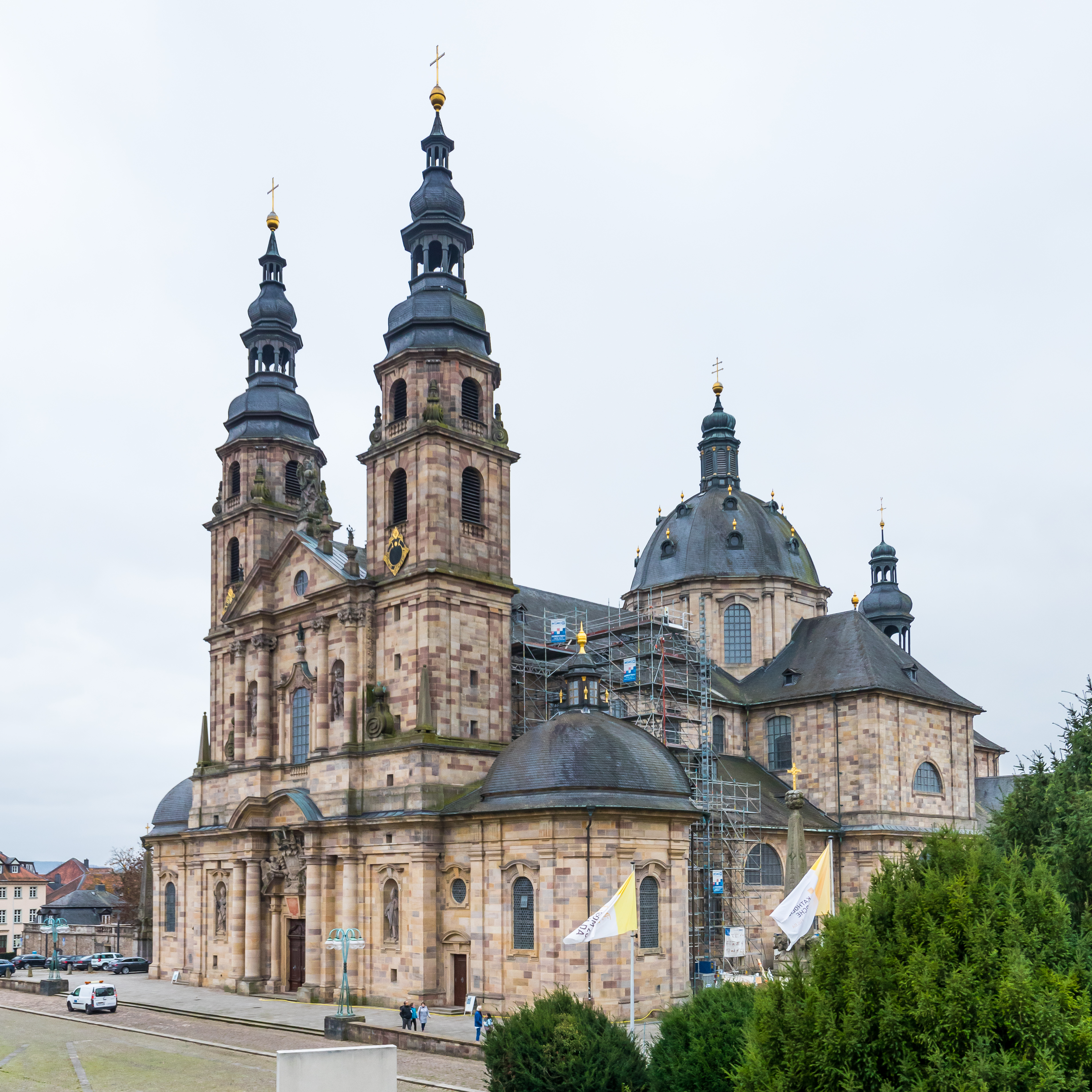
Dom St. Salvator zu Fulda

### Ende des geistlichen Fürstentums

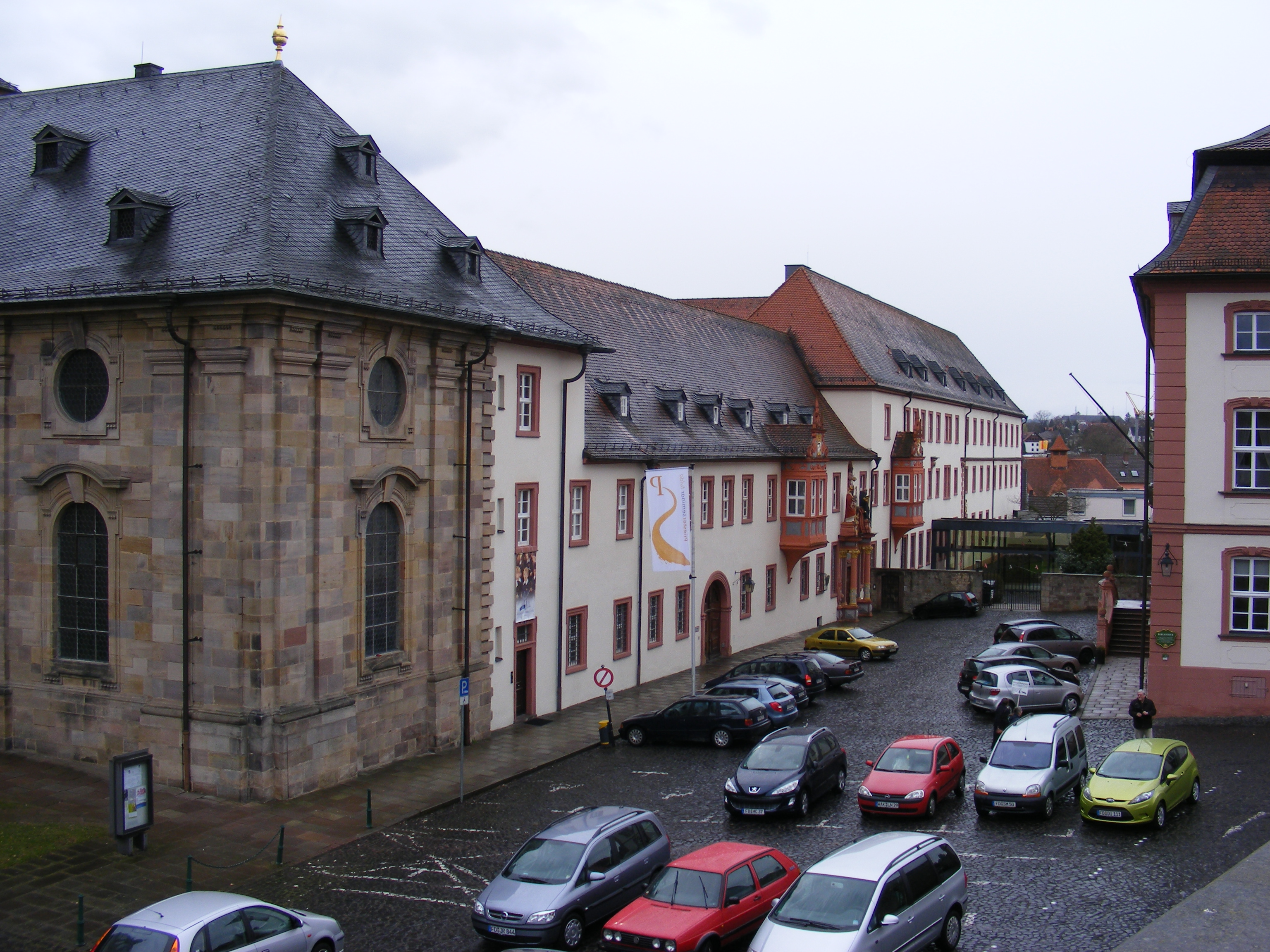
Blick auf den ehemaligen Konventsbau des Klosters (links: Heute Priesterseminar)

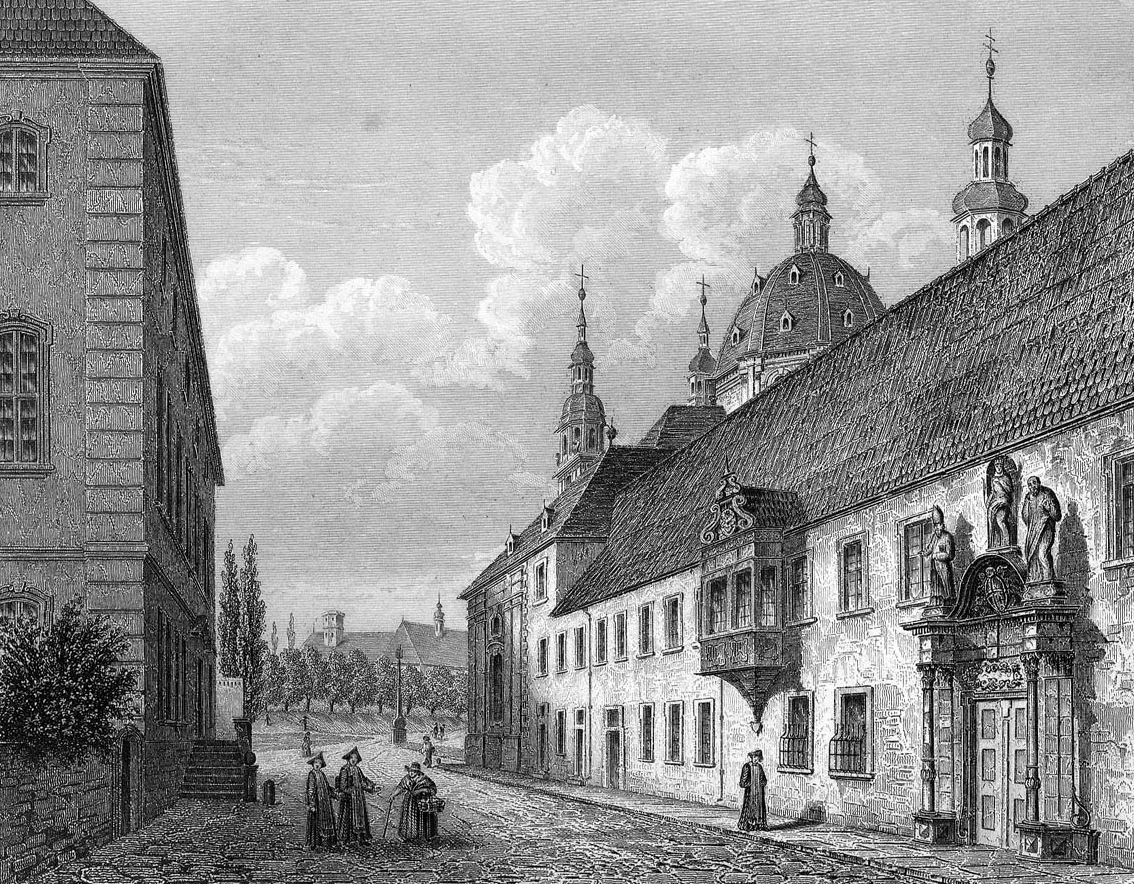
Priesterseminar und Bibliothek nahe dem Dom in Fulda, 1850

### Abkehr von der monastischen Disziplin und Reformversuche
Schon in der Krise unter Abt Ratgar war es um Fragen des monastischen Selbstverständnisses und der Regelobservanz gegangen. Immer wieder in der Geschichte des Klosters kam es, wie auch in den übrigen Benediktinerklöstern, nach Phasen der Lockerung der Einhaltung von Ordensregel und Consuetudines, oft auch der Vernachlässigung der Verwaltung und der Entfremdung von klösterlichem Besitz, zu Reorganisations- und Reformbemühungen, so unter den Äbten Eigil, Sigehard, Huoggi, Poppo, Richard, Ruothart, Aleholf, Markward, Markward II. von Bickenbach, Heinrich V. von Weilnau, Heinrich VII. von Kranlucken, Johann I. von Merlau, Johann II. von Henneberg-Schleusingen, Philipp Schenk zu Schweinsberg und Balthasar von Dernbach. Meist reagierte man dabei auf Impulse der monistischen Reformbewegungen, etwa der Anianischen Reform, der Klosterreform von Gorze sowie der Hirsauer Reform und der Bursfelder Kongregation sowie schließlich gegenreformatorischer Bestrebungen unter Heranziehung von Jesuiten. Selbst Papst Benedikt XII. und das Konzil von Konstanz sowie das Konzil von Basel hatten sich für die Klosterreform eingesetzt. Trotzdem konnte der allmähliche Niedergang des geistigen, kulturellen und spirituellen Lebens nicht aufgehalten werden. Zahlreiche Fehden und Kriege, Konflikte mit den umliegenden Adelsfamilien, wirtschaftliche Schwierigkeiten durch die Verschuldung und Verpfändungen von Klostergut sowie die kostspieligen Aufgaben der Äbte im Reichsdienst verbunden mit deren häufiger und langdauernder Abwesenheit sowie deren Repräsentationsbedürfnis taten ein Übriges. Das Kloster entwickelte sich mehr und mehr zu einer Versorgungsanstalt für seine adligen Konventualen und die Äbte und Pröpste. Dem entsprach die schon auf das 9. Jahrhundert zurückgehende, seit dem 11. Jahrhundert konsequent gehandhabte Trennung der Einkünfte in die im Hinblick auf die Kostenbelastung durch den Reichsdienst wesentlich umfangreichere mensa abbatis („Tisch des Abtes“) und die mensa fratrum („Tisch der Brüder“) sowie die Ausgliederung immer weiterer Pfründen für die Funktionsträger. Die Zahl der Konventualen nahm stetig ab und wurde seit dem 13. Jahrhundert durch einen Numerus clausus begrenzt. Die Stellung des zahlenmäßig eng begrenzten Kapitels wurde immer dominanter, von einem eigentlichen Konvent konnte kaum mehr die Rede sein. Die Ämter und Propsteien wurden zunehmend in Pfründen für die Konventualen des Hauptklosters aufgeteilt. Das Leben ähnelte mehr und mehr dem von Kanonikern oder Stiftsherren, und von den ursprünglichen Idealen der Benediktiner und der Regula Benedicti, strenger Askese, Einsamkeit, Besitzlosigkeit, Gemeinschaftsleben, Handarbeit, Gebet und Gottsuche, blieb kaum etwas übrig.